# Joël Camathias

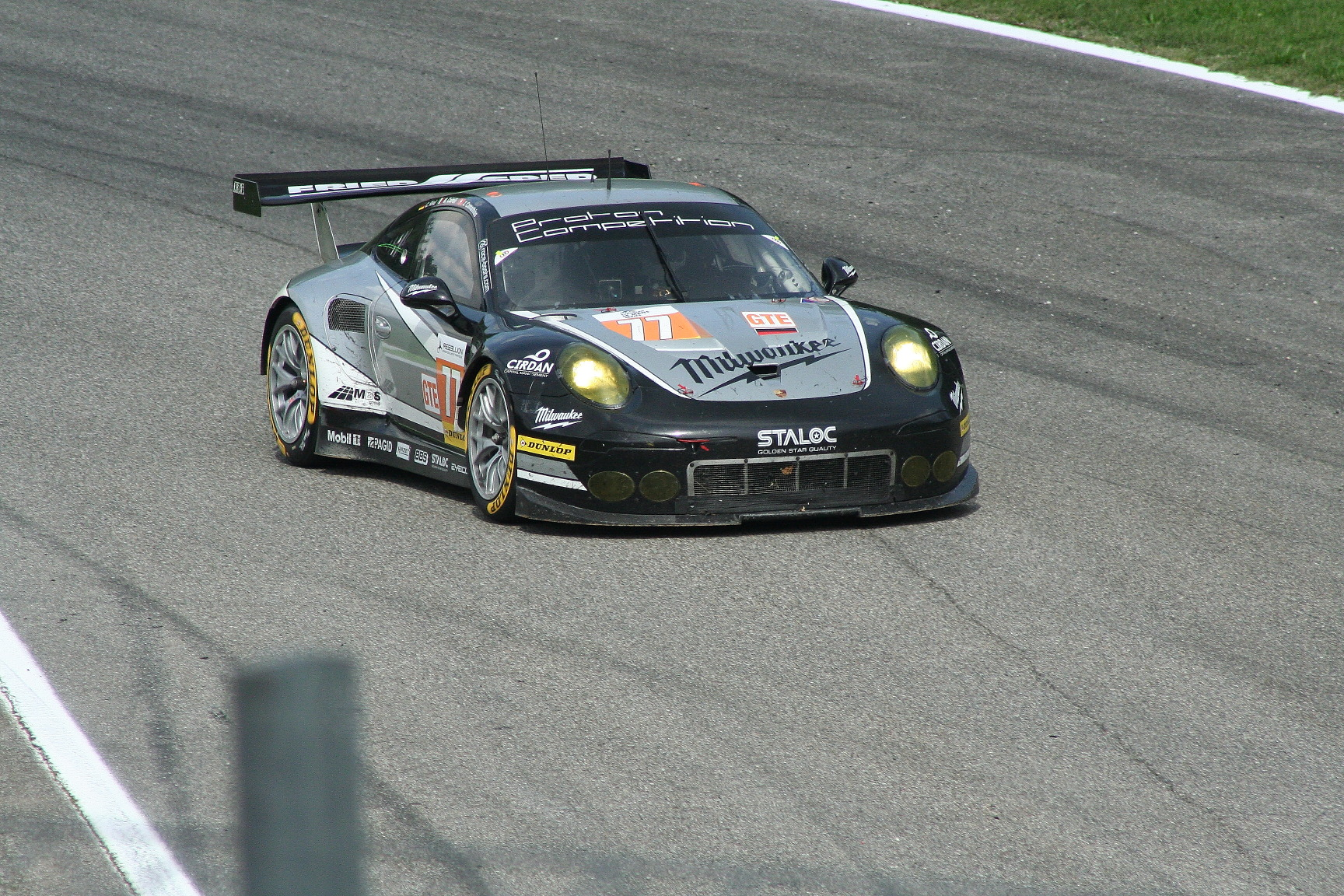
Der von Camathias gefahrene Porsche beim 4-Stunden-Rennen von Monza 2017

Joël Camathias (* 9. Februar 1981 in Lugano) ist ein ehemaliger Schweizer Automobilrennfahrer.

## Karriere
Camathias begann seine Motorsportkarriere im Jahr 2001 in der Internationalen Formel-3000-Meisterschaft, wo er mit 2 Punkten auf dem 17. Platz landete. Er fuhr darauf in der Auto GP und konnte 2003 in drei Rennen der Champ Car World Series antreten. Beim Grand Prix of St. Petersburg konnte er sich den 9. Platz sichern. Im nächsten Jahr wechselte er in die European Le Mans Series und fuhr 2005 in der FIA-GT-Meisterschaft. 2006 gewann er die GT2-Klasse der ELMS.
Er fuhr 2016 in der FIA-Langstrecken-Weltmeisterschaft.
2023 beendete er seine Fahrerkarriere und wechselte in die Leitung seines Familienunternehmens.

## Statistik

### Le-Mans-Ergebnisse
| Jahr | Team      | Fahrzeug                | Teamkollege     | Teamkollege    | Platzierung | Ausfallgrund |
| ---- | --------- | ----------------------- | --------------- | -------------- | ----------- | ------------ |
| 2012 | JWA-Avila | Porsche 997 GT3-RSR GTE | Markus Palttala | Paul Daniels   | Rang 33     |              |
| 2016 | KCMG      | Porsche 911 RSR         | Wolf Henzler    | Christian Ried | Rang 41     |              |

### Sebring-Ergebnisse
| Jahr | Team      | Fahrzeug            | Teamkollege    | Teamkollege     | Platzierung | Ausfallgrund |
| ---- | --------- | ------------------- | -------------- | --------------- | ----------- | ------------ |
| 2012 | JWA-Avila | Porsche 997 GT3 RSR | William Binnie | Markus Palttala | Rang 49     |              |

### Einzelergebnisse in der FIA-Langstrecken-Weltmeisterschaft
| Saison | Team       | Rennwagen       | 1   | 2   | 3    | 4   | 5   | 6   | 7   | 8   | 9   |
| ------ | ---------- | --------------- | --- | --- | ---- | --- | --- | --- | --- | --- | --- |
| 2012   | Java-Avila | Porsche 997 GT3 | SEB | SPA | LEM  | SIL | SAO | BAH | FUJ | SHA |     |
| 2012   | Java-Avila | Porsche 997 GT3 | 49  | 31  | 33\| | 30  | 23  | 23  | 25  | 24  |     |
| 2016   | KCMG       | Porsche 911 RSR | SIL | SPA | LEM  | NÜR | MEX | AUS | FUJ | SHA | BAH |
| 2016   | KCMG       | Porsche 911 RSR | 26  | 22  | 41   | DNF | 24  | 23  | 26  | 26  | 27  |